# Kap Torson
Kap Torson (russisch Мыс Торсона Mys Torsona) ist ein Kap an der Küste des ostantarktischen Kaiser-Wilhelm-II.-Lands. Es markiert die Ostseite der Einfahrt zur Posadowskybai.
Erstmals kartiert wurde das Kap anhand von Luftaufnahmen der US-amerikanischen Operation Highjump (1946–1947). Teilnehmer einer sowjetischen Antarktisexpedition nahmen 1956 eine erneute Kartierung vor. Sie benannten es nach Konstantin Petrowitsch Torson (1793–1851), Leutnant an Bord des Schiffs Wostok bei der ersten russischen Antarktisexpedition (1819–1821) unter der Leitung von Fabian Gottlieb von Bellingshausen.